# Chiến lược chiến tranh tiếp thị
Chiến lược chiến tranh tiếp thị là chiến lược được sử dụng trong thương mại và tiếp thị, cố gắng tạo ra sự tương đồng giữa kinh doanh và chiến tranh, áp dụng các nguyên tắc của chiến lược quân sự vào các tình huống kinh doanh, với các công ty cạnh tranh được coi là tương tự với các bên trong một cuộc xung đột quân sự, và thị phần được coi là tương tự như lãnh thổ đang tranh chấp. Chiến lược tiếp thị này lập luận rằng trong các thị trường phát triển, tăng trưởng thấp và khi GDP thực tăng trưởng là âm hoặc thấp, thương mại hoạt động như một trò chơi có tổng bằng không. Lợi ích của một người tham gia chỉ có thể bằng chi phí của người tham gia khác. Thành công phụ thuộc vào việc chiến đấu với các đối thủ để giành lấy thị phần.

## Việc sử dụng các chiến lược chiến tranh tiếp thị
Chiến lược là việc triển khai có tổ chức các nguồn lực để đạt được các mục tiêu cụ thể, đó là điều mà doanh nghiệp và chiến tranh có điểm chung. Trong thập niên 1980, các chiến lược gia kinh doanh nhận ra rằng có một nền tảng kiến thức rộng lớn đã có từ hàng ngàn năm mà họ hầu như không nghiên cứu. Họ chuyển sang nghiên cứu chiến lược quân sự. Những cuốn sách chiến lược quân sự như Binh pháp Tôn Tử của Tôn Vũ, Bàn về chiến tranh của Carl von Clausewitz và Mao chủ tịch ngữ lục của Mao Trạch Đông đã trở thành kinh điển của kinh doanh.
Từ Tôn Tử, họ đã học được chiến lược quân sự và các dạng chiến thuật cụ thể. Liên quan đến điều mà các chiến lược gia kinh doanh gọi là "lợi thế đầu tiên", Tôn Vũ nói: "Tựu chung, anh ta đến bố trí chiến trường trước và chờ đợi một kẻ thù trong tình cảnh thoải mái, hoặc anh ta đến sau và chiến đấu khi thấy kẻ thù mệt mỏi." Từ Von Clausewitz họ đã học được bản chất năng động và không thể đoán định trước của chiến lược quân sự. Clausewitz chỉ rằng trong một tình huống hỗn loạn và bối rối, chiến lược nên dựa trên các nguyên tắc linh hoạt. Chiến lược không đến từ công thức hoặc quy tắc tham gia, mà từ việc thích nghi, điều mà ông gọi là "ma sát" (theo từng diễn biến).
Những người đề xuất chính đầu tiên của các lý thuyết chiến tranh tiếp thị là Philip Kotler và JB Quinn. Mô tả về chiến lược quân sự trong kinh doanh, Quinn tuyên bố rằng một chiến lược hiệu quả: "thăm dò và rút lui đầu tiên để xác định điểm mạnh của đối thủ, buộc đối thủ phải kéo dài chiến tranh, sau đó tập trung nguồn lực, tấn công một cách mạnh mẽ, áp đảo thị trường phân khúc đã chọn, xây dựng một đầu cầu trong thị trường đó, sau đó tập hợp lại và mở rộng từ căn cứ đó để thống trị một thị phần rộng lớn hơn."
Các cuốn sách chiến tranh tiếp thị chính là:
- Business War Games của Barrie James, 1984
- Marketing Warfare của Al Ries và Jack Trout, 1986
- Leadership Secrets of Attila the Hun của Wess Roberts, 1987[4]

Đến đầu thế kỷ 21, các chiến lược chiến tranh tiếp thị đã không còn được ưa chuộng. Chúng dường như bị giới hạn. Có nhiều tình huống trong đó các cách tiếp cận không đối đầu là phù hợp hơn. Chiến lược Cá heo được phát triển vào giữa những năm 1990 đưa ra hướng dẫn khi nào nên sử dụng chiến lược tích cực và khi nào nên sử dụng chiến lược thụ động. Ngày nay, hầu hết các nhà chiến lược kinh doanh đều nhấn mạnh rằng hiệu quả và lợi thế cạnh tranh đáng kể có thể đạt được từ sự hợp tác. Họ nhấn mạnh không phải làm thế nào để phân chia thị trường mà là làm thế nào để phát triển thị trường. Đó mới là những thăng trầm của lý thuyết kinh doanh. Hiện nay, việc hiểu và sử dụng các chiến lược chiến tranh tiếp thị như một trò chơi chiến tranh kinh doanh trực quan được đề xuất bởi S. Goria.

## Chiến lược chiến tranh tiếp thị

### Chiến lược
- Tấn công
- Phòng thủ
- Cạnh tranh
- Du kích

### Chiến thuật
- Vị trí phòng thủ
- Phòng thủ di động
- Đánh tạt sườn
- Phản công
- Tấn công trực diện
- Bao vây
- Bỏ qua
- Đánh du kích

Các công ty thường sử dụng nhiều chiến lược cùng lúc, một số phòng thủ, một số tấn công và luôn luôn có một số biện pháp ngăn chặn. Theo các tài liệu kinh doanh trong thời kỳ này, các chiến lược tấn công quan trọng hơn chiến lược phòng thủ. Chiến lược phòng thủ được sử dụng khi cần thiết, nhưng chiến lược tấn công là điều cần thiết. Chỉ bằng các chiến lược tấn công, mới chiếm được thị trường. Chiến lược phòng thủ quá tốt chỉ có thể kìm hãm và khiến tụt lại phía sau.
Các tài liệu về chiến tranh tiếp thị cũng kiểm tra khả năng lãnh đạo và động lực, thu thập thông tin tình báo, các loại vũ khí tiếp thị, hậu cần và truyền thông.